# Gunnera strigosa
Gunnera strigosa là một loài thực vật có hoa trong họ Dương nhị tiên. Loài này được (Kirk) Colenso mô tả khoa học đầu tiên năm 1883.